# Музыченко, Иван Николаевич
Ива́н Никола́евич Музыче́нко (29 октября 1901, Ростов-на-Дону, область Войска Донского — 8 декабря 1970, Москва) — советский военачальник, генерал-лейтенант (1940). В начальный период Великой Отечественной войны командующий 6-й армией. Один из советских генералов, попавших в плен к немцам.

## Ранние годы
Родился 29 октября (10 ноября) 1901 года в Ростове-на-Дону в семье матроса торгового флота. Окончил трехклассную школу и 2 класса учительской семинарии. С 1913 года два года работал переплетчиком, затем два года грузчиком в Выборгском порту.

## Гражданская война
В 1917 году служил рядовым в русской армии. Участвовал в первой мировой войне на Северо-Западном фронте.
В рядах Красной Армии с июня 1918 года. Участвовал в гражданской войне, 5 раз ранен: в голову, 3 раза в правую руку и один раз — в спину. Воевал красноармейцем, комиссаром полка и бригады, секретарём партийного комитета 10-го артиллерийского полка. В 1918 году участвовал в боевых действиях против махновских отрядов на Украине; в 1918—1920 годах — в Эстонии против местных формирований; в 1920 году на Западном фронте против поляков; в 1921 году участвовал в подавлении Тамбовского восстания. В 1919 году вступил в РКП(б).

## Межвоенный период
После Гражданской войны служил комиссаром лагерного сбора пулемётчиков и разведчиков, секретарём партбюро 12-го кавалерийского полка. С ноября 1922 года — помощник комиссара 67-го Заамурского кавалерийского полка, с февраля 1923 — комиссар этого полка. Затем был комиссаром в 2-м артиллерийском дивизионе, с июня 1925 — в 27-м кавалерийском полку 5-й кавалерийской дивизии, с февраля 1928 года — помощником комиссара 6-го артиллерийского полка 28-й Горской стрелковой дивизии. В 1927 году окончил кавалерийские курсы усовершенствования комсостава РККА. С июня 1929 года был командиром эскадрона 37-го Астраханского кавалерийского полка, затем стал помощником командира этого полка по хозяйственной части.
С ноября 1932 года — начальник части военно-хозяйственного снабжения 7-й кавалерийской дивизии. С ноября 1932 года — командир-комиссар 21-го кавалерийского Доно-Ставропольского полка. В июле 1937 года принял командование 4-й кавалерийской дивизии от прежнего комдива Г. К. Жукова. С сентября 1938 года преподавал тактику на кавалерийских курсах усовершенствования комсостава РККА.
В должности командира 4-й стрелковой дивизии с 30 января 1940 года участвовал в советско-финской войне. 27 апреля 1940 года назначен командиром 6-го стрелкового корпуса, а уже 26 июля 1940 года, в неполные 40 лет и не имея за плечами даже академии, получил под командование 6-ю армию КОВО, дислоцировавшуюся в районе Львова. Армия включала два стрелковых, один кавалерийский и два механизированных корпуса, а также другие части и подразделения и являлась наиболее мощным войсковым объединением Киевского особого военного округа.

## Великая Отечественная война

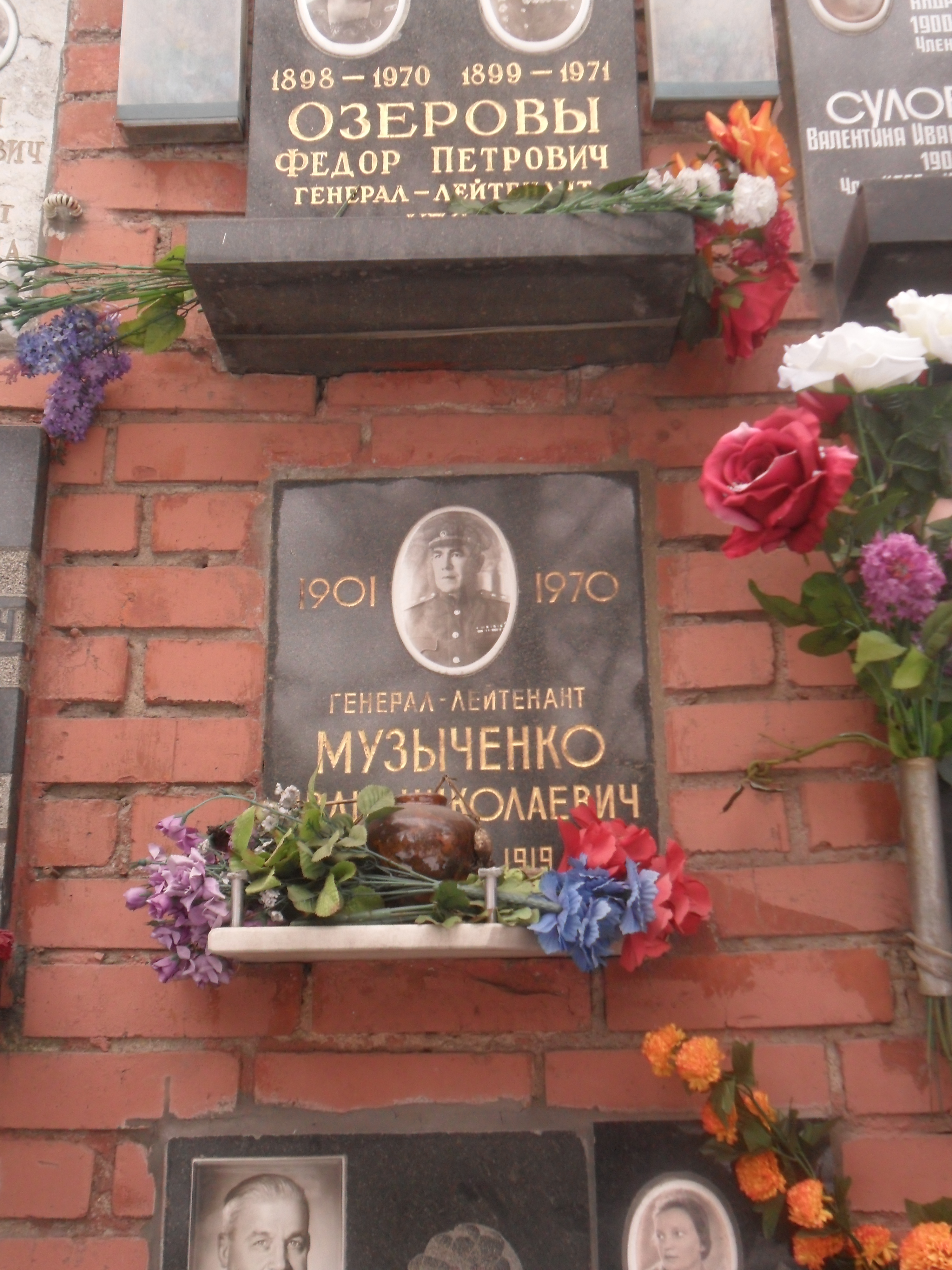
Плита колумбария Музыченко на Новодевичьем кладбище Москвы.

В начале Великой Отечественной войны 6-я армия в составе Юго-Западного фронта участвовала в приграничных сражениях. В августе 1941 года в ходе битвы под Уманью 6-я армия попала в окружение. В окружение под Уманью попала и 12-я армия Южного фронта. Командующий 12-й армией ген.-майор П. Г. Понеделин также оказался в немецком плену.
6 августа 1941 года генерал-лейтенант И. Н. Музыченко был тяжело ранен в левую ногу и захвачен в плен. Лежал в немецких госпиталях в Ровно, Владимире-Волынском. После выздоровления был вывезен в Германию в лагерь военнопленных Хаммельбург. Здесь немцы неоднократно предлагали ему перейти к ним на службу или хотя бы участвовать в антисоветской пропаганде. Все эти предложения Музыченко отвергал. В наказание он был переведён в тюрьму в крепости Вайсенбург[уточнить] с весьма тяжёлым режимом. 29 апреля 1945 года Музыченко был освобождён американскими войсками из лагеря Моссбург.

## После войны
В мае 1945 года находился в советской военной миссии по репатриации в Париже, затем был доставлен в СССР и по декабрь 1945 года проходил проверку в органах НКВД в Москве. 31 декабря 1945 года был восстановлен в кадрах Красной Армии. В 1946—1947 годах служил заместителем командующего войсками Приволжского военного округа. В апреле 1947 года окончил Высшие академические курсы при Военной академии Генштаба, затем более полугода находился в распоряжении управления кадров Сухопутных войск.
Генерал-лейтенант Иван Николаевич Музыченко 8 октября 1947 года был уволен в отставку по состоянию здоровья. Жил в Москве, участвовал в работе военно-научного общества при Центральном доме Советской армии. Умер 8 декабря 1970 года в Москве.

## Воинские звания
- Полковник (29.01.1936)
- Комбриг (17.02.1938)
- Комдив (21.03.1940)
- Генерал-лейтенант (4.06.1940[3])

## Награды
- Орден Ленина (5.11.1946);[4]
- Четыре ордена Красного Знамени (22.02.1938, 7.04.1940, 6.05.1946, 9.08.1957);
- Медали.